# Cultura de la convergència
La cultura de la convergència és un concepte ideat per Henry Jenkins, acadèmic estatunidenc i figura icònica de la reflexió sobre els mitjans de comunicació, el periodisme i les arts cinemàtiques, i exposat al seu llibre “Convergence culture” (“cultura convergent”, traduït al català), on explica en profunditat què és la cultura de la convergència: es tracta d'una teoria relacionada amb la tecnologia i els mitjans de comunicació en què reconeix les relacions i les experiències canviants dels nous mitjans. Essencialment, Jenkins planteja quelcom una confrontació entre els antics i els nous mitjans, que es transformen mútuament. Més en detall, es refereix als canvis, adaptacions i desaparicions a què fan front els mitjans de comunicació quan apareix un mitjà de comunicació nou, sovint a conseqüència de l'aparició d'una nova tecnologia.

## L'ecologisme com a metàfora de la cultura de la convergència
l'Ecologisme és un concepte metafòric propi de l'àmbit de la comunicació audiovisual, més específicament de la indústria mediàtica, i es tracta d'una idea que facilita la comprensió del funcionament dels mitjans de comunicació. Expressa la interrelació i l'evolució conjunta que produeixen dits mitjans, tot I que explicat a través d'una analogia amb l'ecologisme, que es pot entendre com a “ecosistema”, i es tracta d'una comparació molt encertada, perquè, de la mateixa manera que en un ecosistema, els mitjans de comunicació prenen una via de desenvolupament o una altra en relació al seu entorn i context, el sistema mediàtic, com succeeix amb les espècies animals d'un mateix paratge de la naturalesa. Així doncs, l'estructura d'un mitjà de comunicació és com la d'una biosfera: cadascun actua com una espècie, i les relacions que mantenen tenen les mateixes conseqüències que les de les relacions animals: quan un depredador carnívor mortífer s'introdueix en un ecosistema, les espècies a partir de les quals el nou integrant de la flora i la fauna s'alimenta redueixen la seva existència o, fins i tot, en cas que hi hagi un nombre molt elevat de depredadors, les espècies en perill poden arribar a desaparèixer. Una altra possibilitat és que una nova espècie en el medi ambient transformi l'ecosistema i les espècies existents s'hagin d'adaptar a ella o, per acabar, que hi arribi un animal que estableixi una relació de simbiosi amb un que ja estava a la biosfera, ajudant-se i beneficiant-se mútuament. Aleshores, els mitjans de comunicació tenen un entorn molt concret que, amb l'arribada de noves espècies, és a dir, de nous mitjans de comunicació, els mitjans antics i existents s'adapten al canvi, desapareixen o es multipliquen, com si d'una xarxa tròfica es tractés. Aleshores, aquesta metàfora fa palès el caire dinàmic de l'estructura de la indústria mediàtica: si s'entenen els mitjans com a petites parts d'un conjunt que s'interrelacionen entre sí, quan una d'aquestes petites parts canvia, el conjunt també canvia. Es pot concloure, tenint en compte tot l'anterior, que no es tracta d'una estructura fixa, sinó canviant, fecunda a la transformació i l'evolució en contactar amb nous estímuls de l'exterior.

## Agents que transformen l'estructura mediàtica
Els agents que transformen i evolucionen l'estructura mediàtica quan entren en contacte amb la mateixa estructura mediàtica es divideixen en dos grups diferenciats: els mediàtics, que són els que estan íntimament vinculats amb l'estructura pròpiament mediàtica, i els extramediàtics, que també estan vinculats a la dita estructura, però de forma més indirecta.

Agents mediàtics
- Nous mitjans de comunicació
- Noves tecnologies (sovint s'incorporen a la creació de continguts)

Agents extramediàtics
- L'economia (segons sigui bona o dolenta afavoreix o dificulta el desenvolupament de l'estructura mediàtica, amb importants inversions de diners destinats a la millora dels mitjans de comunicació)
- El sistema polític (el sistema polític establert en un lloc concret determina els usos dels mitjans de comunicació. Per exemple, les dictadures i el feixisme solen defensar polítiques que monopolitzen els mitjans per a controlar poderosament la informació que es difon, o hi ha llocs democràtics amb marcs legals que limiten en gran manera els mitjans de comunicació)
- Els usos socials (es aplicacions o usos que el públic faci d'un mitjà de comunicació influeix el seu recorregut)

## L'adaptació, la substitució, la desaparició i l'aliança
Els agents anteriors donen lloc als següents fenòmens:
Adaptació: Té lloc quan apareix un nou mitjà amb característiques pròpies i diferents a les de qualsevol dels mitjans establerts, la qual cosa afavoreix una transformació generalitzada. Quan això succeeix, els mitjans establerts han de potenciar les seves qualitats pròpies que no poden ser substituïdes per cap altre mitjà, i així es pot mantenir en el temps a través d'un ús propi i insustituible, coexistint amb el nou mitjà i trobant un equilibri amb aquest. Per exemple, l'aparició de la televisió no va comportar la desaparició de la premsa o la ràdio, perquè tenien utilitats ben diferenciades aptes per a diferents públics i situacions: mentre la televisió ocupava l'espai central de les llars, amb un ús familiar, la ràdio va ocupar un lloc secundari, més individualitzat i apte per a les multitasques. La televisió necessitava la mirada de l'espectador a la pantalla, però la ràdio no, així que mentre es feien les tasques de la llar, com escombrar o cuinar el dinar, es feia amb la ràdio al costat, de fons. D'altra banda, la televisió va inaugurar una era on la imatge va prendre molta importància, i la premsa es va adaptar a aquesta situació incloent més imatges i més grans a les seves publicacions. Altrament, quan va sorgir la ràdio, la premsa va estar en una situació molt complicada, perquè ambdós mitjans estaven vinculats a la informació i a l'actualitat, però la ràdio oferia més avantatges degut a la seva utilitat, immediatesa i emissió en directe. Aleshores, la premsa va haver d'adaptar-se, de reinventarse per a no desaparèixer, i es va tornar a publicar només una edició diària, i no dues, per així oferir una informació molt més profunda i detallada, la qual cosa la ràdio no podia brindar.
Substitució: Té lloc quan apareix un nou mitjà o tecnologia que incorpora les mateixes característiques que un mitjà ja existent, però amb una avantatge o qualitat extra que la fa superior envers els mitjans establerts. Per exemple, l'streaming engloba totes les qualitats del casset i n'incorpora d'altres, per la qual cosa va desaparèixer. Nogensmenys, el DVD també proposava una tecnologia avançada al vinil, però aquest va acabar sobrevivint perquè va trobar un nínxol de mercat dirigit a un públic i usos molt concrets: el romanticisme del col·leccionisme. Un altre exemple de substitució és l'SMS, obsolet actualment per l'aparició de “WhatsApp”, aquest darrer més còmode, ràpid, intuïtiu, útil i, en definitiva, de molta més qualitat.
Desaparició: Té lloc quan un nou mitjà de comunicació o tecnologia es torna obsolet i desapareix, no necessàriament per l'aparició d'un mitjà millor.
Aliança: Té lloc quan sorgeix un nou mitjà de comunicació o tecnologia amb unes característiques pròpies i que encaixen molt bé amb les d'un altre mitjà, de tal manera que fusionant-se aconsegueixen fer una versió millorada i òptima del mateix. Un exemple d'això és el nou format de televisió espanyol “Top Gamers Academy”, que és un talent-reality que fusiona els videojocs amb l'’emissió en directe per “YouTube” i l'emissió setmanal de les gales al canal televisiu “Neox” i “Atresplayer”.

## L'aparició d'Internet
Al 1990, quan apareix Internet, l'aparició d'aquesta nova tecnologia comporta un mitjà horitzontal que permet l'entrada de nous actors i noves empreses que es fan fortes a partir de plataformes que potencien l'accés de tothom als continguts. Desapareixerà la ràdio, la tele i la premsa amb l'aparició d'Internet? No se sap, però és molt possible que es mantinguin els actors i els mitjans, però adaptats a aquest nou estímul tecnològic, de tal manera que segurament hi hagi certa coexistència i adaptació dels mitjans tradicionals a la digitalització, com la premsa digital. Altrament, el cinema s'ha convertit en l'experiència de mirar un film des de casa, per exemple, i no només l'experiència d'anar al cinema físicament.

## Els llenguatges dels mitjans
Quan apareix un nou mitjà, inicialment la gent es fixa en com aquesta aparició transforma els llenguatges i l'estructura dels mitjans establerts, però, alhora, el nou llenguatge utilitza i es basa en els llenguatges i estructures establertes, i és al cap d'un temps quan troba el seu llenguatge propi. Per exemple, els primers cotxes eren molt semblants als carruatges, i després van evolucionar tot adquirint una forma i estructura pròpies i característiques. “Un vell mitjà és un nou mitjà” es refereix a la idea que quan el nou mitjà desenvolupa un llenguatge propi, aquest influeix els mitjans establerts. Per tant, resulta molt interessant veure com un mitjà que neix té el seu llenguatge influenciat pel llenguatge del mitjà existent, però, alhora, després és el nou mitjà aquell qui influencia el llenguatge del mitjà antic, obligant-lo a adaptar-lo, establint així un diàleg entre ells, quelcom espècies que es relacionen en un mateix ecosistema. En cada moment concret hi ha un mitjà hegemònic: al 1920 era la ràdio, al 1950 era la televisió.

## L'estructura dels mitjans
Henry Jenkins parla en termes de la cultura de la convergència: els processos d'adaptació i selecció, el moment d'unió, barreja, aproximació o convergència entre els antics i nous mitjans. Molts cops s'estableixen aliances entre antics i nous actors, antics i nous mitjans, i últimament també hi ha un canvi de rols entre audiència i productors de continguts, sobretot en el camp de la ficció. Els youtubers, per exemple, de ser audiència passen a ser creadors de continguts, i això és conseqüència de l'aparició d'Internet i, conseqüentment, dels mitjans digitals, que van esdevenir una mena d'explosió cap a la proliferació de mitjans i noves audiències. Internet també aporta major visibilitat de l'audiència, major visibilitat de la comunitat de fans, la qual ara pot creat contingut audiovisual o agrupar-se per a cancel·lar-ne.
En abordar la temàtica de la indústria de l'entreteniment, existeix una creença generalitzada que sosté que el monopoli del poder informatiu es troba exclusivament en mans dels mitjans de comunicació. Aquell qui pensa així s'ubica parcialment en la realitat, donat que és inqüestionable el potentíssim impacte polític, social i ideològic que aquests arriben a obtenir. Nogensmenys, es tracta d'una influència íntegrament centralitzada o, pel contrari, és compartida amb un altre agent? Tal com exposa Henry Jenkins i el seu concepte “cultura de la convergència”, en els darrers anys s'està duent a terme un canvi de rols entre la indústria mediàtica i l'audiència, de tal forma que el públic intervé activament en la creació de contingut, sense limitar-se a gaudir d'ell passivament, la qual cosa porta a pensar que l'audiència és també poderosa pel que fa a la producció de continguts. Si bé es tracta d'una novetat interessant, de vegades pot resultar perillosa segons la forma en què es relacioni la indústria mediàtica amb l'audiència.
Relació saludable indústria mediàtica-audiència: Hi ha molts cantants, sobretot en etapa pandèmica per la Covid-19, que han hagut de plantejar-se noves formes de gravar els videoclips. Una alternativa bastant estesa consisteix a elaborar el videoclip a partir de petits vídeos on apareixen fans del cantant de la cançó que li envien quan els ho demana, sovint a través de xarxes socials. És un exemple de com la indústria mediàtica, en aquest cas la indústria musical, es relaciona amb l'audiència arribant al punt de permetre als fans participar activament en la creació d'uns continguts aparentment de molt difícil accés.
Relació tòxica indústria mediàtica-audiència: La malaltissa obsessió dels fans porta molts cops a la cultura de la cancel·lació. Aquest concepte es basa en el rebuig de qualsevol producte o contingut creat per una persona específica a causa de l'odi que aquesta genera. Quan dos cantants amb comunitats de fanàtics molt efusius tenen una petita discussió, si els seguidors d'aquests són tòxics, solen tractar de cancel·lar o boicotejar els continguts creats per qui discut amb el seu ídol, i una tècnica per a fer-ho consisteix a inundar totes les pàgines web amb crítiques negatives cap al cantant, de tal manera que rebi una imatge pèssima i influint directament en la creació dels seus continguts i el feedback que obtenen. Es tracta d'una pràctica gens saludable.